# Hypocrites porphyrio
Hypocrites porphyrio är en skalbaggsart som beskrevs av Bates 1879. Hypocrites porphyrio ingår i släktet Hypocrites och familjen långhorningar. Inga underarter finns listade i Catalogue of Life.